# Тюрингенские клёцки

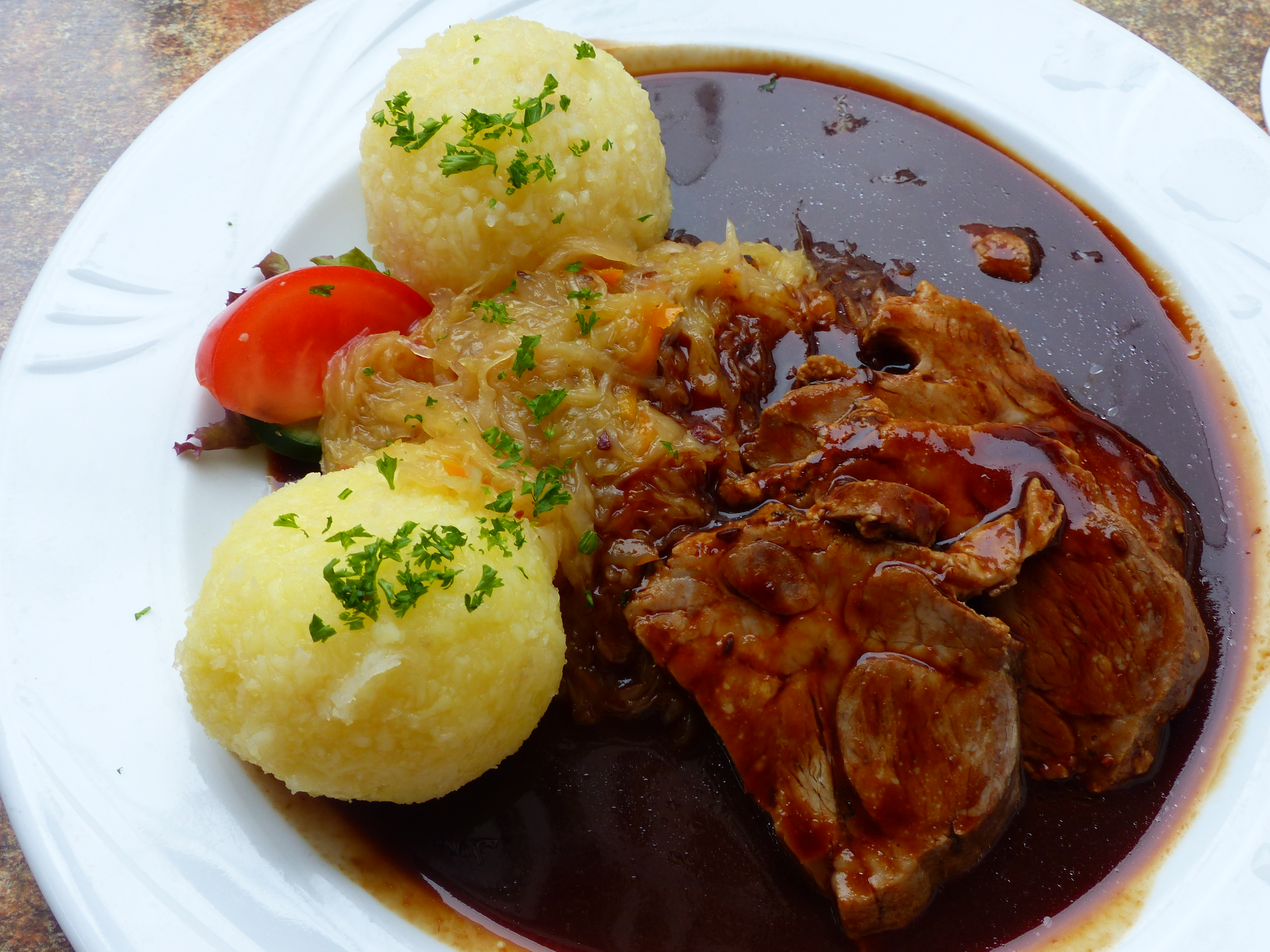
Тюрингенские клёцки с квашеной капустой — гарнир к свиному жаркому под соусом на чёрном пиве

Тюрингенские клёцки (нем. Thüringer Klöße) — картофельные клёцки, традиционное блюдо из картофеля в Тюрингии, Франконии, Саксонии и Фогтланде. В тюрингенском Хайхельхайме работает музей клёцек.
Тюрингенские клёцки имеют форму достаточно крупных шаров, изготавливаются вручную обычно из смеси сырого тёртого (2/3) и отварного картофеля (1/3). Клёцки в Тюрингии подаются гарниром к жаркому и другим блюдам из мяса и дичи и сервируются с тушёной квашеной или краснокочанной капустой. Тюрингенские клёцки не сочетаются с рыбой, ракообразными, белыми соусами, сыром и свежими овощами. С тюрингенскими клёцками не используются ароматические приправы (мускатный орех или карри).
Приготовление тюрингенских клёцек представляет собой достаточно сложный и трудоёмкий процесс. Картофель натирается на тёрке под водой, отжимается с помощью пресс-пюре. Эта картофельная масса замешивается в определённой пропорции с картофельным пюре до получения теста, из которого лепят круглый шар. Иногда в тесто добавляются гренки из белого хлеба. Поверхность клёцки должна быть идеально гладкой, без трещин, чтобы вода при отваривании не попадала внутрь. Готовые клёцки незамедлительно погружаются в слегка кипящую воду и томятся до полной готовности на малом огне, пока не всплывут на поверхность.
Историю тюрингенских клёцек удалось отследить до 1757 года, когда в газете Weimarischer Wochenblatt появилась заметка с новостями о применении картофеля, содержавшая также рецепт с указанием соотношения варёного и сырого картофеля в их тесте. Тюрингенские клёцки ранее были повседневной едой бедняков, часто заменяя собой хлеб. Кроме того, бедняки употребляли в пищу и воду, в которой отваривались клёцки. Возможно, блюдо возникло как побочный результат процесса производства крахмала, чтобы не пропадали картофельные отжимки.